# تود جيروم كامبل
تود جيروم كامبل (بالإنجليزية: Todd J. Campbell)‏ (و. 1956 – م) هو محامي، وقاضي من الولايات المتحدة الأمريكية .
وهو عضو في الحزب الديمقراطي الأمريكي .

## التعليم
تعلم في جامعة فاندربيلت.